# Abraxas microtate
Abraxas microtate là một loài bướm đêm trong họ Geometridae.